# Negyedik Rutte-kormány
A negyedik Rutte-kormány Hollandia 2022-től 2024-ig hivatalban levő kormánya. Beiktatására 2022. január 10-én került sor. A kabinet az előző, harmadik Rutte-kormány folytatása, és a konzervatív-liberális Néppárt a Szabadságért és Demokráciáért (VVD), a szociálliberális 66-os Demokraták és két további  nagyrészt kereszténydemokrata párt, a Kereszténydemokrata Tömörülés (CDA) és a Keresztény Unió (CU) alkotja.
2023. július 7-én összeomlott a kormánykoalíció, miután több napos tárgyalás után sem sikerült megegyezniük a Hollandiába érkező menedékkérők kezeléséről.

## A kormány tagjai

### Vezető miniszterek
| Titulus                           | Miniszter         | Miniszter         | Miniszter           | Terminus          | Terminus            | Párt |
| Titulus                           | Miniszter         | Miniszter         | Miniszter           | Kezdete           | Vége                | Párt |
| --------------------------------- | ----------------- | ----------------- | ------------------- | ----------------- | ------------------- | ---- |
| Miniszterelnök                    |                   | Mark Rutte        | Mark Rutte          | 2010. október 14. | 2024. július 2.     | VVD  |
| Első miniszterelnök-helyettes     |                   | Sigrid Kaag       | Sigrid Kaag         | 2022. január 10.  | 2024. január 8.     | D66  |
| Első miniszterelnök-helyettes     | Rob Jetten        | Rob Jetten        | 2022. január 10.    | 2024. július 2.   |                     | D66  |
| Második miniszterelnök-helyettes  |                   | Wopke Hoekstra    | Wopke Hoekstra      | 2022. január 10.  | 2023. szeptember 1. | CDA  |
| Második miniszterelnök-helyettes  | Karien van Gennip | Karien van Gennip | 2023. szeptember 5. | 2024. július 2.   |                     | CDA  |
| Harmadik miniszterelnök-helyettes |                   | Carola Schouten   | Carola Schouten     | 2017. október 26. | 2024. július 2.     | CU   |

### Kabinetminiszterek
| Titulus                                                       | Miniszter            | Miniszter               | Miniszter               | Terminus            | Terminus            | Párt |
| Titulus                                                       | Miniszter            | Miniszter               | Miniszter               | Kezdete             | Vége                | Párt |
| ------------------------------------------------------------- | -------------------- | ----------------------- | ----------------------- | ------------------- | ------------------- | ---- |
| Közügyi miniszter                                             |                      | Mark Rutte              | Mark Rutte              | 2010. október 14.   | 2024. július 2.     | VVD  |
| Pénzügyminiszter                                              |                      | Sigrid Kaag             | Sigrid Kaag             | 2022. január 10.    | 2024. január 8.     | D66  |
| Pénzügyminiszter                                              | Rob Jetten           | Rob Jetten              | 2024. január 8.         | 2024. január 12.    |                     | D66  |
| Pénzügyminiszter                                              | Steven van Weyenberg | Steven van Weyenberg    | 2024. január 12.        | 2024. július 2.     |                     | D66  |
| Külügyminiszter                                               |                      | Wopke Hoekstra          | Wopke Hoekstra          | 2022. január 10.    | 2023. szeptember 1. | CDA  |
| Külügyminiszter                                               |                      | Liesje Schreinemacher   | Liesje Schreinemacher   | 2023. szeptember 1. | 2023. szeptember 5. | VVD  |
| Külügyminiszter                                               |                      | Hanke Bruins Slot       | Hanke Bruins Slot       | 2023. szeptember 5. | 2024. július 2.     | CDA  |
| Igazságügyi és biztonságügyi miniszter                        |                      | Dilan Yeşilgöz-Zegerius | Dilan Yeşilgöz-Zegerius | 2022. január 10.    | 2024. július 2.     | VVD  |
| Belügyi és királysági kapcsolati miniszter                    |                      | Hanke Bruins Slot       | Hanke Bruins Slot       | 2022. január 10.    | 2023. szeptember 5. | CDA  |
| Belügyi és királysági kapcsolati miniszter                    | Hugo de Jonge        | Hugo de Jonge           | 2023. szeptember 5.     | 2024. július 2.     |                     | CDA  |
| Oktatásügyi, vallási és tudományügyi miniszter                |                      | Robbert Dijkgraaf       | Robbert Dijkgraaf       | 2022. január 10.    | 2024. július 2.     | D66  |
| Védelmi miniszter                                             |                      | Kajsa Ollongren         | Kajsa Ollongren         | 2022. január 10.    | 2024. július 2.     | D66  |
| Infrastrukturális és vízügyi miniszter                        |                      | Mark Harbers            | Mark Harbers            | 2022. január 10.    | 2024. július 2.     | VVD  |
| Gazdasági ügyekért és klímapolitikáért felelős miniszter      |                      |                         | Micky Adriaansens       | 2022. január 10.    | 2024. július 2.     | VVD  |
| Agrár- és élelmezésminősítési miniszter                       |                      |                         | Henk Staghouwer         | 2022. január 10.    | 2022. szeptember 5. | CU   |
| Agrár- és élelmezésminősítési miniszter                       | Carola Schouten      | Carola Schouten         | 2022. szeptember 5.     | 2022. október 4.    |                     | CU   |
| Agrár- és élelmezésminősítési miniszter                       | Piet Adema           | Piet Adema              | 2022. október 4.        | 2024. július 2.     |                     | CU   |
| Szociális ügyekért és foglalkoztatottságért felelős miniszter |                      | Karien van Gennip       | Karien van Gennip       | 2022. január 10.    | 2024. július 2.     | CDA  |
| Egészségügyi, jóléti és sportminiszter                        |                      | Ernst Kuipers           | Ernst Kuipers           | 2022. január 10.    | 2024. január 10.    | D66  |
| Egészségügyi, jóléti és sportminiszter                        |                      | Conny Helder            | Conny Helder            | 2024. január 10.    | 2024. július 2.     | VVD  |

### Tárca nélküli miniszterek
| Minisztérium                                | Titulus                                                                                   | Miniszter | Miniszter             | Miniszter               | Terminus         | Terminus            | Párt |
| Minisztérium                                | Titulus                                                                                   | Miniszter | Miniszter             | Miniszter               | Kezdete          | Vége                | Párt |
| ------------------------------------------- | ----------------------------------------------------------------------------------------- | --------- | --------------------- | ----------------------- | ---------------- | ------------------- | ---- |
| Szociális ügyek és foglalkoztatottsági      | Szegényügyekért és nyugdíjazásért felelős tárca nélküli miniszter                         |           | Carola Schouten       | Carola Schouten         | 2022. január 10. | 2024. július 2.     | CU   |
| Külügy                                      | Külkereskedelemért és kooperációs munkáért felelős tárca nélküli miniszter                |           | Liesje Schreinemacher | Liesje Schreinemacher   | 2022. január 10. | hivatalban          | VVD  |
| Biztonsági és igazságügyi                   | Jogvédelemért felelős tárca nélküli miniszter                                             |           | Franc Weerwind        | Franc Weerwind          | 2022. január 10. | 2024. július 2.     | D66  |
| Belügy és királysági kapcsolatokért felelős | Ingatlanügyekért és területi tervezésért felelős tárca nélküli miniszter                  |           | Hugo de Jonge         | Hugo de Jonge           | 2022. január 10. | 2023. szeptember 5. | CDA  |
| Oktatási, kulturális és tudományügyi        | Általános és gimnáziumi oktatásért felelős tárca nélküli miniszter                        |           | Dennis Wiersma        | Dennis Wiersma          | 2022. január 10. | hivatalban          | VVD  |
| Gazdasági ügyek és klímapolitikáért felelős | Klímapolitikáért és energiaügyekért felelős tárca nélküli miniszter                       |           | Rob Jetten            | Rob Jetten              | 2022. január 10. | 2024. július 2.     | D66  |
| Agrár- és élelmezésminősítő                 | Természetért és a nitrogéntörvénnyel kapcsolatos ügyekért felelős tárca nélküli miniszter |           |                       | Christianne van der Wal | 2022. január 10. | 2024. július 2.     | VVD  |
| Egészségügyi, jóléti és sport               | Hosszú távú kezelésekért és sportért felelős tárca nélküli miniszter                      |           |                       | Conny Helder            | 2022. január 10. | hivatalban          | VVD  |

### Államtitkárok
| Minisztérium                                 | Titulus                                                  | Államtitkár | Államtitkár            | Államtitkár             | Terminus         | Terminus   | Párt |
| Minisztérium                                 | Titulus                                                  | Államtitkár | Államtitkár            | Államtitkár             | Kezdete          | Vége       | Párt |
| -------------------------------------------- | -------------------------------------------------------- | ----------- | ---------------------- | ----------------------- | ---------------- | ---------- | ---- |
| Biztonsági és igazságügyi                    | Biztonsági és igazságügyi államtitkár                    |             | Eric van der Burg      | Eric van der Burg       | 2022. január 10. | hivatalban | VVD  |
| Belügyi és királysági kapcsolatokért felelős | Belügyi és királysági kapcsolatokért felelős államtitkár |             | Alexandra van Huffelen | Alexandra van Huffelen  | 2022. január 10. | hivatalban | D66  |
| Oktatási, kulturális és tudományügyi         | Kultúráért és médiáért felelős felelős államtitkár       |             | Gunay Uslu             | Gunay Uslu              | 2022. január 10. | hivatalban | D66  |
| Pénzügyi                                     | Adóztatásért és adóügyekért felelős államtitkár          |             | Marinx van Rij         | Marnix van Rij          | 2022. január 10. | hivatalban | CDA  |
| Pénzügyi                                     | Vámokért és juttatásokért felelős államtitkár            |             | Aukje de Vries         | Aukje de Vries          | 2022. január 10. | hivatalban | VVD  |
| Védelmi                                      | Védelemért felelős államtitkár                           |             |                        | Christophe van der Maat | 2022. január 10. | hivatalban | VVD  |
| Infrastrukturális és vízügyi                 | Infrastruktúráért és vízügyekért felelős államtitkár     |             |                        | Vivianne Heijnen        | 2022. január 10. | hivatalban | CDA  |
| Gazdaságügyi és klímapolitikáért felelős     | Kitermelő iparért felelős államtitkár                    |             | Hans Vijlbrief         | Hans Vijlbrief          | 2022. január 10. | hivatalban | D66  |
| Egészségügyi, jóléti és sport                | Egészségügyi, jóléti és sportállamtitkár                 |             |                        | Maarten van Ooijen      | 2022. január 10. | hivatalban | CU   |

## Fordítás
Ez a szócikk részben vagy egészben  a   Fourth Rutte cabinet című angol Wikipédia-szócikk ezen változatának fordításán alapul.  Az eredeti cikk szerkesztőit annak laptörténete sorolja fel. Ez a jelzés csupán a megfogalmazás eredetét és a szerzői jogokat jelzi, nem szolgál a cikkben szereplő információk forrásmegjelöléseként.